# National Health (альбом)
«National Health» — дебютный студийный альбом группы кентерберийской сцены National Health.

## Характеристика
Несмотря на то, что альбом был создан в период господства панк-рока, его отличают длинные, изощренные и преимущественно инструментальные композиции, сочетающие элементы психоделии, прогрессивного рока, джаза и фолка.

## Список композиций
1. «Tenemos Roads» — 14:43 (Дейв Стюарт)
2. «Brujo» — 10:19 (Алан Гоуэн)
3. «Borogoves (Excerpt from Part Two)» — 4:16 (Стюарт)
4. «Borogoves (Part One)» — 6:37 (Стюарт)
5. «Elephants» — 14:37 (Гоуэн, Стюарт)

## Состав музыкантов
- Фил Миллер — электрогитара
- Дейв Стюарт — акустическое и электронное фортепиано, орган
- Пип Пайл — барабаны, бубен, глокеншпиль, перкуссия
- Нил Мюррей — бас-гитара

с участием
- Гоуэн, Алан — акустическое и электронное фортепиано, синтезатор муг
- Джимми Хастингс — флейта, кларнет, бас-кларнет
- Джон Мичтелл — перкуссия
- Аманда Парсонс — вокал